# Silvia Pisacane
Silvia Pisacane (Genova, 9 novembre 1852 – Napoli, 16 settembre 1887) è stata una politica italiana.

## L'infanzia
Silvia Pisacane nacque il 9 novembre 1852 
a Genova da Carlo e da Enrichetta De Lorenzo. Costei, per amore, aveva lasciato Napoli ed il marito, trasferendosi a Genova col suo nuovo compagno. Il loro matrimonio celebrato a Parigi nel 1849 non aveva alcun valore nei diversi stati italiani dell'epoca in cui non esisteva il divorzio, aveva, però, un forte valore per Enrichetta che in una lettera del 9 ottobre 1850 nel pieno della loro crisi sentimentale quando lei si sentiva attratta da Enrico Cosenz (Enrichetta scrisse che tra loro c'era "reciproca scambievolezza") scrisse a Carlo: "Il tuo anello è i capelli una sola volta pensai di toglierli" (Enrichetta portava all'epoca l'anello che le aveva regalato Carlo in cui all'interno era incisa la frase "Al mio unico amore per sempre" e un medaglione con il ritratto di Carlo a 19 anni l'epoca del loro breve fidanzamento ed una ciocca dei suoi capelli, la lettera è riportata integralmente da Nello Rosselli nel suo libro "Carlo Pisacane nel Risorgimento italiano" in cui giustifica il momento di debolezza di Enrichetta con il fatto che in quel periodo fosse costretta a vivere da sola in una camera d'albergo a Genova, ricevendo ogni mese la cifra di 40 ducati frutto delle rendite della sua dote, assegno concesso dal conte Lazzari nel loro accordo di separazione purché lei e Carlo vivessero separati) 
Nel 1857 Carlo Pisacane perse la vita con i suoi compagni nella tragica spedizione di Sapri. I pochi sopravvissuti, tra cui Giovanni Nicotera, furono incarcerati.
La De Lorenzo con la piccola Silvia, malata, fece ritorno a Genova e la loro casa fu spesso perquisita dalla polizia, nei cui verbali la donna era indicata quale druda di Pisacane o, per scherno Pisciacane. Il matrimonio tra Carlo ed Enrichetta celebrato a Parigi nel 1849 non aveva infatti nessun valore nei diversi stati italiani dove non esisteva il divorzio)
Nell'ottobre del 1858 come testimoniano le lettere di Bertani, Mercantini e della stessa Enrichetta Silvia fu accolta nel collegio femminile delle Peschiere, il cui direttore era Luigi Mercantini, l'autore della famosissima “Spigolatrice di Sapri”. 
Uno dei primi decreti che Garibaldi emanò dopo lo sbarco in Sicilia stabiliva che “è accordata una pensione di ducati sessanta al mese, vita durante, a contare dal 1º ottobre prossimo, a Silvia Pisacane, figlia dell'eroico Carlo Pisacane, trucidato a Sanza mentre combatteva per la liberazione dei fratelli, nel luglio 1857”.
L'avvocato di fiducia di Enrichetta che viene nominato spesso nelle lettere sue e di Carlo, il patriota napoletano in esilio a Genova Raffaele Conforti aveva rassicurato Enrichetta che, finita la procedura per la successione (Silvia era stata registrata come figlia di Carlo e di madre ignota quindi aveva diritto all'eredità del padre), una volta accertato che il fratello e la sorella di Carlo non volevano farsi carico della bambina lei poteva subentrare come tutore. Solo che per completare tutta la procedura era necessario qualche mese ed Enrichetta nel frattempo non si sentiva del tutto tranquilla. Nel frattempo, infatti, era stato designato come tutore un ufficiale dell'esercito borbonico, un tale capitano Gonzales ex collega di Carlo nel genio militare. Era una tutela solo formale perché questo signore non aveva nessun interesse che Silvia andasse davvero ad abitare a casa sua a Napoli. La nomina di un tutore provvisorio era un modo per evitare che la bambina venisse tolta ad Enrichetta finché non fosse subentrata lei ufficialmente come tutore della bambina.
Prima di essere liberato dal carcere grazie all'impresa dei Mille di Garibaldi ormai fiducioso che per lui sta cominciando una nuova vita da uomo libero Nicotera scrive ad Enrichetta: "salutatemi tutti i nostri amici e particolarmente Mazzini, se vi si presenterà l'occasione di scrivergli. Baciate e ribaciate mille volte per me la carissima figlia mia e voi mia buona amica accogliete la riprotesta del mio inalterabile affetto."
Silvia e sua madre si trasferirono a Napoli, ove la bambina venne subito adottata da Giovanni Nicotera. Una lettera dell'ottobre 1858 scritta da Nicotera ad Enrichetta mentre era detenuto nel carcere di Favignana sembra confermare il sospetto che circolava a Napoli all'epoca che la bambina fosse figlia di Nicotera scrive, infatti quest'ultimo: "io vivrò dunque, o mia buona e sventurata amica, e mi sarà permesso di sospirare il giorno in cui potrò raddolcire i vostri dolori e stringere al mio cuore l'amatissima mia Silvietta..."
Se
La De Lorenzo riprese la propria attività politica e nel 1862, con altre donne patriote, fece parte del Comitato di donne per Roma capitale.
Sempre dal carcere Nicotera scrive ad Enrichetta: "Silvietta ha baciato i miei caratteri . Oh! amatissima figlia mia, prega, prega il Cielo che un giorno possa stringerti tra le mie braccia..."
In quegli anni Silvia, e il suo padre adottivo furono spesso ospitati a San Gregorio Matese nella casa di campagna del deputato Achille Del Giudice, che di Nicotera era intimo amico.
La tradizione orale locale ricorda che proprio per lei, claudicante e ammalata di tubercolosi, Achille Del Giudice fece costruire, nella sua villa, una stanza con annesso bagno (cosa inusuale al tempo), interamente rivestito con mattonelle in ceramica di Cerreto.

## Gli anarchici del Matese

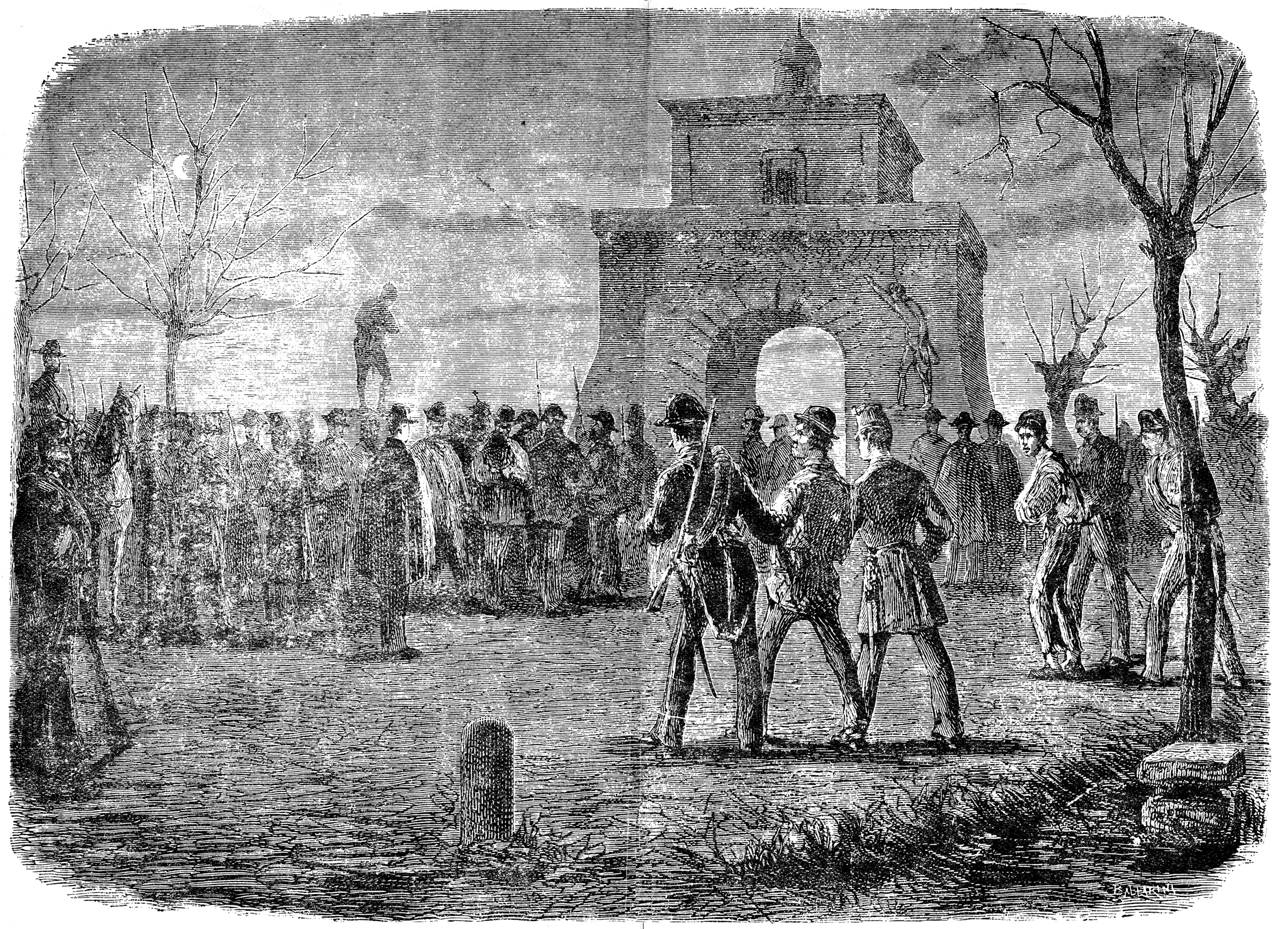
L'arresto della banda del Matese, nell'aprile 1877

Nell'aprile 1877 un gruppo di internazionalisti, guidati da Carlo Cafiero ed Errico Malatesta, dà vita al moto insurrezionale del Matese, che muove da San Lupo e coinvolge gli abitati di Gallo e Letino.
Non è azzardato supporre che la stretta amicizia tra il Nicotera, che è Ministro dell'Interno, e il senatore Achille Del Giudice, che è il più ricco possidente del Matese, non sia estranea alla spropositata risposta militare che Roma dispiega per la cattura del gruppo di anarchici.
Silvia Pisacane ha 25 anni, e conosce bene quella parte del massiccio del Matese in cui si muove la banda degli anarchici. È una ragazza intelligente e sveglia, gelosa custode del folto carteggio dei suoi genitori. Sa di politica, conosce gli ideali del padre e, cresciuta nella venerazione della sua figura, certamente li condivide.
Un giorno, incontrando Matteo Imbriani, monarchico ufficiale dei granatieri di Sardegna e nipote della sua madre adottiva, non esitò ad accusarlo di “servire il Tiranno”.
A Napoli è fidanzata col giovane avvocato Silvio Pallotta, ed è probabile che abbia avuto contatti con gli internazionalisti della città.
Quando gli anarchici del Matese furono catturati, e forte era il rischio che fossero condannati a morte, l'avvocato Carlo Gambuzzi, già intimo di Bakunin, chiese aiuto a Silvia “e tanto scongiurò la giovane perché intercedesse presso il padre adottivo, in nome dell'affinità d'idee dell'analogia dei casi che legavano al ricordo del Pisacane la banda del Matese che Silvia riuscì a strappare al Nicotera la revoca della primitiva decisione. La minaccia del giudizio sommario era scongiurata”.

## L'affaireDel Giudice - Pisacane
Nel novembre 1878, a causa di certi problemi finanziari, Giovanni Nicotera diede in prestito al suo amico Achille Del Giudice la somma di 66.000 lire, che era l'intera dote di Silvia Pisacane. 
I problemi finanziari erano in realtà un vero dissesto economico. Debiti, doppie ipoteche, assegni falsi.
Per anni Nicotera cercò inutilmente di farsi restituire la somma: nel 1885 diede mandato all'avvocato Gaetano Cannada Bartoli, uno dei più noti ed apprezzati legali napoletani, che divenne tutore della Pisacane per il recupero della dote.
Non ottenendo nulla, nel maggio 1887 querelò il senatore Del Giudice. Pertanto il Senato si costituì in Alta Corte di Giustizia nominando una Commissione istruttoria che per mesi indagò su Del Giudice.
Dal febbraio 1888, per molti mesi, le prime pagine dei giornali nazionali dedicarono ampio spazio allo scandalo del senatore Del Giudice che si era appropriato della dote di Silvia Pisacane, e che pochi mesi dopo presentò le dimissioni da senatore, che furono accettate dopo accese discussioni.

## La morte
Pochi mesi dopo Silvia improvvisamente morì, a 35 anni, il 16 settembre 1887. Molte biografie riportano invece, erroneamente, il 1890.
Desta meraviglia il fatto che nella scheda dell'atto di morte, nel comune di Napoli, è scritto che il padre è Carlo, mentre a fianco della indicazione "madre" è annotato "signora la madre". Oltre all'errore grammaticale (la dicitura corretta dovrebbe essere "s'ignora la madre"), ciò che balza agli occhi è la luce negativa in cui ancora era, nel 1888, Enrichetta Di Lorenzo, la quale non viene neppure menzionata nell'atto di morte di sua figlia, che è sicuramente famosa sia per natali, sia per impegno sociale e politico, sia per la notorietà del padre adottivo.
La scomparsa di Silvia non passò sotto silenzio. Il quotidiano il Piccolo così scriveva il giorno seguente: “afflitta da parecchio tempo da incurabile malattia, era già rassegnata al suo destino ed ha affrontata la morte come la figlia di un eroe. Oggi alle quattro hanno avuto luogo le esequie, ed una folla di amici hanno seguito il feretro, che era coperto di fiori".
Aveva custodito gelosamente il fitto carteggio intercorso tra i suoi genitori, ma la sorella di Nicotera, sopraffatta da scrupoli morali, distrusse tutte le lettere.
Silvia non fece in tempo a ricevere neppure una lira della sua dote. E nulla ottenne pure Giovanni Nicotera, che morì nel 1894.
Il fidanzato Silvio Pallotta, dopo la morte dell'amata, non si sposò mai rimanendo celibe fino alla morte dovuta a rapida malattia.